# Pierre Saint-Julien

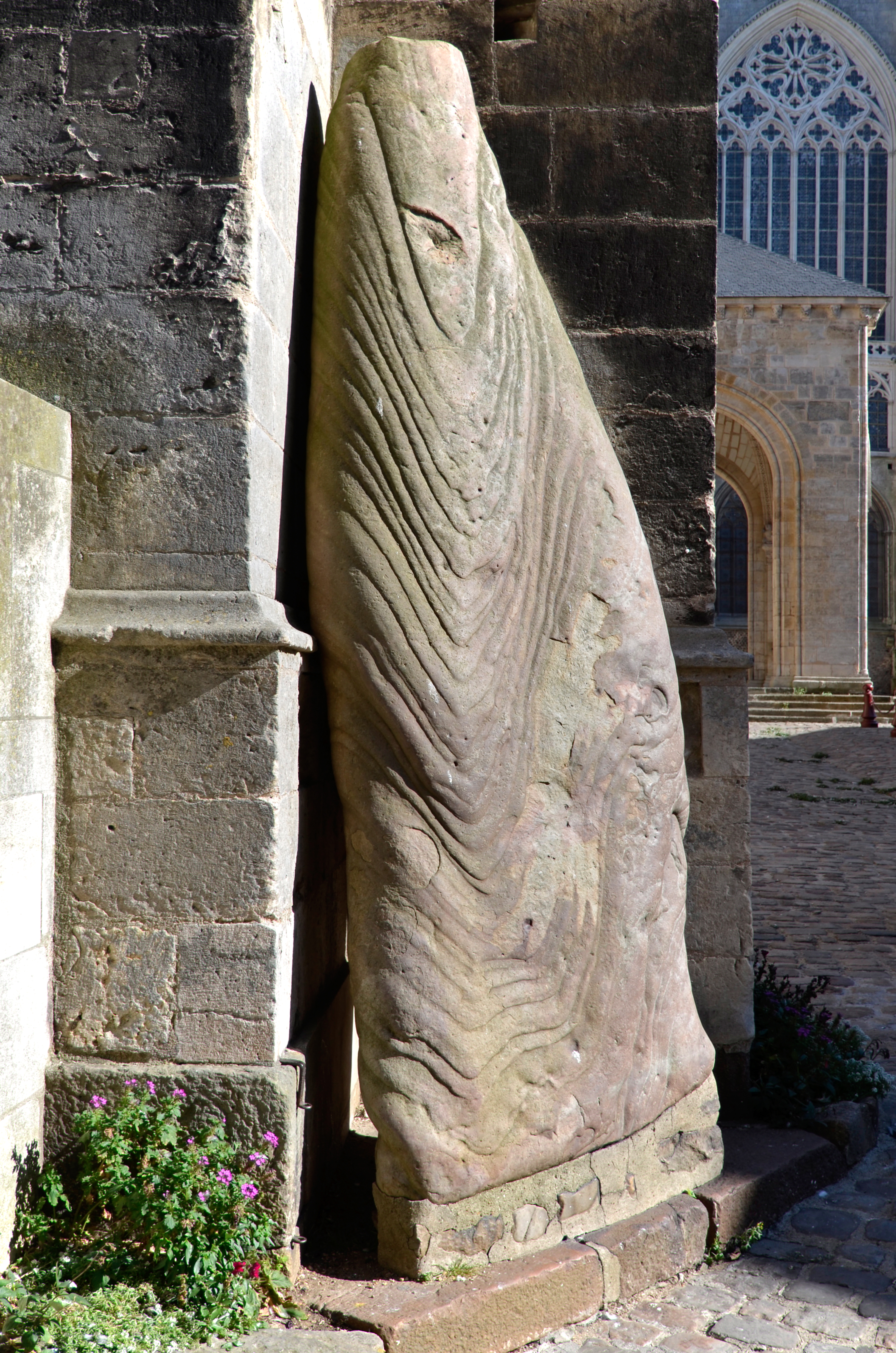
Pierre Saint-Julien

Der Pierre Saint-Julien (auch Monolith von Le Mans, Pierre des Païens – deutsch „Heidenstein“ oder Pierre au Lait – deutsch „Milchstein “ genannt) ist ein Menhir aus rosa Sandstein (französisch Grès à Sabals) in Le Mans im Département Sarthe in Frankreich. Er steht an der südöstlichen Ecke der Westfassade der Kathedrale von Le Mans – Saint Julien.
Der Stein hat das Aussehen einer Frau, die in ein Tuch gehüllt ist. Der vor etwa fünf Jahrtausenden errichtete Menhir hat eine Höhe von 4,55 Metern. Er wurde im Jahre 1778, nach der Zerstörung des „Dolmens de la Pierre au Lait“ am Place Saint Michel installiert und christianisiert. 
Die Überlieferung besagt, dass das Loch in der Mitte der „Nabel von Le Mans“ sei, in den die Besucher der Stadt ihren Daumen stecken. Der Nabel ist ein Schälchen (franz. cupule), in dem seit alters her junge Frauen mit dem Finger reiben um fruchtbar zu werden. Die wiederholten Aktionen gaben dem Nabel echten Glanz.
Der Menhir ist seit 1889 als Monument historique eingestuft.